# 산저우구

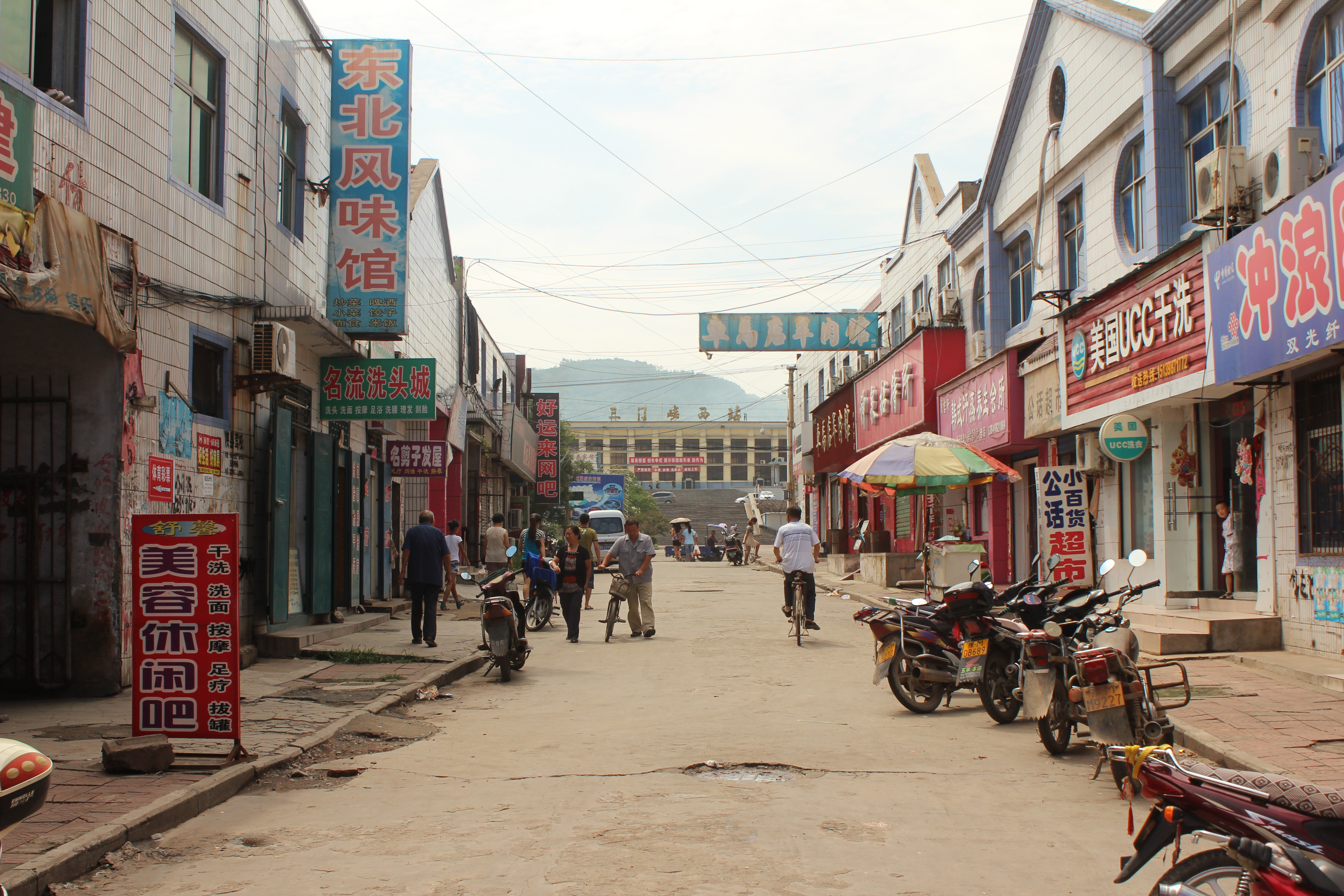

산저우구(한국어: 섬주구, 중국어: 陕州区, 병음: Shǎnzhōu Qū)는 중화인민공화국 허난성 싼먼샤 시의 시할구이다. 넓이는 1,763km2이고, 인구는 2007년 기준으로 340,000명이다. 2015년 2월을 기해 구로 개편되기 이전에는 산 현(중국어: 单县, 병음: Shǎn Xiàn)이었다.

## 기후
연평균 기온은 13.9℃이고 연평균 강수량은 550mm이다.

## 행정 구역
4개 진, 9개 향을 관할한다.
- 진: 大营镇, 原店镇, 西张村镇, 观音堂镇.
- 향: 张汴乡, 张湾乡, 菜园乡, 张茅乡, 王家后乡, 硖石乡, 西李村乡, 宫前乡, 店子乡.